# Rebarbadora
Rebarbadeira (também chamada rebarbadora, rebarbador, esmeriladora, esmerilhadeira ou rectificadora) é uma ferramenta eléctrica portátil utilizada para trabalhos onde é necessário esmerilar, aparar rebarbas  e cortar metais e materiais de construção. É composta de um pequeno motor eléctrico que gira um disco ou esmeril que desbasta o objeto em trabalho por abrasão.
Existem outras duas ferramentas com aparência semelhante, que são a lixadeira angular e a politriz, que diferenciam-se dessa por terem rotações mais baixas e não possuirem o escudo de segurança e terem aplicação diferente.

## Operações
- Rebarbar: O diâmetro usual dos discos é de 115 ou 125 mm consoante o modelo da rebarbadora.
- Cortar: O diâmetro usual dos discos de corte é de 230 mm.

Com a utilização de diversos acessórios, a rebarbadora pode também ser utilizada para trabalhos de polimento.
A utilização de um variador de velocidade electrónico permite adaptar a velocidade de rotação aos diferentes tipos de materiais e facilita a utilização dos acessórios.
Equipada com um aro de protecção orientável e uma pega lateral amovível (2 ou 3 posições consoante a potência dos modelos), a rebarbadora pode ser também utilizada montada num suporte para trabalhos em bancada.

## Segurança
A rebarbadora é uma das máquinas mais perigosas utilizadas numa oficina ou obra, e das que causam mais acidentes, pela violenta ação do disco e as fagulhas que provoca em contacto com metal. Recomenda-se fortemente o uso de luvas, óculos de proteção, avental de couro e sapatos especiais. Também deve ser tomado um cuidado especial quando em presença de materiais inflamáveis. Também não deve ser usada para lixar nem para polir.